# Lukáš Kraus
Lukáš Kraus (* 6. května 1984 České Budějovice) je český basketbalista hrající Národní basketbalovou ligu za tým BK Kondoři Liberec. Hraje na pozici křídla.
Je vysoký 196 cm, váží 99 kg.

## Kariéra
- 2001 – 2005 : BC Sparta Praha
- 2005 – 2005 : BSK České Budějovice
- 2005 – 2007 : BK Kondoři Liberec
- BK Děčín
- BK Pardubice

## Statistiky
| Sezóna   | Soutěž      | Odehrané minuty | Průměr na zápas | Body | Průměr na zápas |
| -------- | ----------- | --------------- | --------------- | ---- | --------------- |
| 2001/02  | Mattoni NBL | 7.0             | 3.5             | 2    | 1.0             |
| 2002/03  | Mattoni NBL | 134.7           | 7.9             | 64   | 3.8             |
| 2003/04  | Mattoni NBL | 372.3           | 17.7            | 176  | 8.4             |
| 2004/05  | Mattoni NBL | 278.1           | 12.6            | 114  | 5.2             |
| 2004/05  | Český pohár | 38.8            | 19.4            | 19   | 9.5             |
| 2005/06  | Mattoni NBL | 13.5            | 6.8             | 5    | 2.5             |
| 2005/06  | 2. liga     | 29.4            | 14.7            | 25   | 12.5            |
| 2006/07* | Mattoni NBL | 542.7           | 28.6            | 304  | 16.0            |

 *Rozehraná sezóna - stav k 20.1.2007